# Batracomorphus evander
Batracomorphus evander är en insektsart som beskrevs av Knight 1983. Batracomorphus evander ingår i släktet Batracomorphus och familjen dvärgstritar. Inga underarter finns listade i Catalogue of Life.